# Cineplexx Blue Devils 2019
Questa voce raccoglie le informazioni riguardanti i Cineplexx Blue Devils nelle competizioni ufficiali della stagione 2019.

## Roster
| Roster dei Cineplexx Blue Devils (2019) |
| --- |
| Quarterback - 5 Mike Steffani - 12 Lars Thünauer Running Back - 20 Florian Seidl Wide Receiver - 4 Thomas Uglirsch WR/DB - 7 Timo Drexel - 8 Jan Grischenig WR/RB - 10 Philip Mattle - 11 Dario Weder - 30 Lars Huettenes - 82 Nico Buesel - 83 Christian Steffani - 85 Niklas Hammouda - 88 Raphael Langthaler Offensive Linemen - 50 Fabio Schneider - 51 Lukas Brugger - 55 Stefan Fritsche - 66 Boris Cergic - 68 Max Boehler - 70 Tobias Biehl - 71 Manuel Schabel - 76 Rene Pellini Defensive Linemen - 35 David Liepert - 44 Alexander Ertl - 56 Dennis Wauch - 57 Kevin Hoch - 60 Niklas Meusburger - 90 Benedict Benke - 92 Michael Mueller - 94 Mathias Tschabrun - 95 Dominik Nesensohn - 97 Daniel Wilhelm - 99 Patrizio Wild Linebacker - 9 Sandro Gossweiler LB/RB - 17 Christoph Kloos - 42 Raimund Leu - 52 Kevin Buehler Defensive Back - 15 Kai Thünauer - 16 Robin Nguyen - 21 Elias Ferchl DB/WR - 24 Christopher Cajcmann - 25 Bernhard Bitschnau DB/RB - 28 Jakob Umlauft - 29 Elias Mersnik - 31 Ken Thommen - 33 Stefan Gasser - 34 Tim Broger - 80 Marcel Nague Special Team |

## AFL - Division I 2019

### Stagione regolare
| Hohenems 24 marzo 2019, ore 15:00 1ª giornata | Cineplexx Blue Devils | 18 – 42 (12-0 6-7 0-15 0-20) referto | Telfs Patriots | Stadion Herrenried |

| Klagenfurt am Wörthersee 7 aprile 2019, ore 15:00 3ª giornata | Carinthian Lions | 0 – 25 (0-15 0-0 0-7 0-3) referto | Cineplexx Blue Devils | Sportplatz Annabichl |

| Schwaz 20 aprile 2019, ore 15:00 4ª giornata | Tirol Raiders JV | 47 – 22 (13-0 26-8 8-14 0-0) referto | Cineplexx Blue Devils | Silberstadt Arena |

| Hohenems 1º giugno 2019, ore 16:00 8ª giornata | Cineplexx Blue Devils | 55 – 6 (21-0 21-0 6-6 7-0) referto | Carinthian Lions | Stadion Herrenried |

| Telfs 8 giugno 2019, ore 18:00 9ª giornata | Telfs Patriots | 20 – 21 (6-6 0-0 14-7 0-8) referto | Cineplexx Blue Devils | Sportzentrum Telfs |

| Hohenems 16 giugno 2019, ore 15:00 10ª giornata | Cineplexx Blue Devils | 39 – 19 (7-13 14-0 11-6 7-0) referto | Salzburg Bulls | Stadion Herrenried |

| Hohenems 23 giugno 2019, ore 15:00 11ª giornata | Cineplexx Blue Devils | 28 – 14 (6-0 15-6 0-8 7-0) referto | Tirol Raiders JV | Stadion Herrenried |

| Salisburgo 30 giugno 2019, ore 15:00 12ª giornata | Salzburg Bulls | 7 – 16 (7-9 0-0 0-0 0-7) referto | Cineplexx Blue Devils | Bulls Field |

### Playoff
| 14 luglio 2019, ore 15:00 Semifinale | Cineplexx Blue Devils | 28 – 27 (8-7 7-13 7-7 6-0) | Vienna Knights | (1220 spett.) |

| Sankt Pölten 27 luglio 2019, ore 15:00 Silver Bowl | Bratislava Monarchs | 10 – 17 (d.t.s.) (3-0 0-7 0-0 7-3 0-7) | Cineplexx Blue Devils | NV Arena |

## Statistiche di squadra
| Competizione      | %Vittorie | In casa | In casa | In casa | In casa | In casa | In casa | In trasferta | In trasferta | In trasferta | In trasferta | In trasferta | In trasferta | Totale | Totale | Totale | Totale | Totale | Totale |
| Competizione      | %Vittorie | G       | V       | N       | P       | Pf      | Ps      | G            | V            | N            | P            | Pf           | Ps           | G      | V      | N      | P      | Pf     | Ps     |
| ----------------- | --------- | ------- | ------- | ------- | ------- | ------- | ------- | ------------ | ------------ | ------------ | ------------ | ------------ | ------------ | ------ | ------ | ------ | ------ | ------ | ------ |
| Stagione regolare | .750      | 4       | 3       | 0       | 1       | 140     | 81      | 4            | 3            | 0            | 1            | 84           | 74           | 8      | 6      | 0      | 2      | 224    | 155    |
| Playoff           | 1.000     | 1       | 1       | 0       | 0       | 28      | 27      | 1            | 1            | 0            | 0            | 17           | 10           | 2      | 2      | 0      | 0      | 45     | 37     |
| Totale            | .800      | 5       | 4       | 0       | 1       | 168     | 108     | 5            | 4            | 0            | 1            | 101          | 84           | 10     | 8      | 0      | 2      | 269    | 192    |